# Ľubor Kresák
Ľubor Kresák (Topoľčany, 23 agosto 1927 – Bratislava, 20 gennaio 1994) è stato un astronomo slovacco.
Ha scoperto due comete: la cometa periodica 41P/Tuttle-Giacobini-Kresák e la non-periodica C/1954 M2 Kresak-Peltier. Nel 1978 suggerì che l'evento di Tunguska potesse essere stato causato dall'impatto di un frammento della cometa di Encke.
Sua moglie Margita Vozárová è stata anch'essa un'astronoma.
Gli è stato dedicato l'asteroide 1849 Kresák.

## Onorificenze
| Controllo di autorità | VIAF (EN) 84038362 · ISNI (EN) 0000 0000 5633 9151 · LCCN (EN) n86116480 · GND (DE) 128206802 · BNF (FR) cb12986784w (data) · J9U (EN, HE) 987007333143205171 |